# Станіслав Бараньчак
Станіслав Бараньчак (пол. Stanisław Barańczak; нар. 13 листопада 1946, Познань — пом. 26 грудня 2014, Ньютонвілл, США) — польський поет, літературний критик, перекладач поезії, один із найважливіших творців Нової хвилі, діяч Комітету Захисту Робітників. Творив під псевдонімами: Barbara Stawiczak, Szczęsny Dzierżankiewicz i Feliks Trzymałko.

## Біографія
Станіслав Бараньчак народився в Познані в 1946 році. Його батьки, Ян Бараньчак та Софія Бараньчак, були лікарями. Сестра поета, Малгожата Мусерович, популярна польська авторка книжок для молоді.
Станіслав Бараньчак у 1965 році закінчив ліцей, після чого розпочав вивчення полоністики в Університеті Адама Міцкевича у Познані. В 1968 році його дружиною стала Анна Брилка, яка також навчалася разом з ним на факультеті. Після закінчення навчання залишився в університеті як науковий працівник. Отримав ступінь доктора в 1973, його докторська дисертація була на тему поетичної мови Mirona Białoszewskiego.
Підчас роботи на університеті займався літературною критикою. Публікувався у багатьох літературних журналах — «Nurt» (1965-75), «Odra» (1967-75), «Twórczość» (1968-76). Був автором маніфестів (серед них «Nieufni i zadufani»). Велику частину творчого доробку Станіслава Бараньчака займає перекладацька діяльність з англійської, російської і литовської мов.
Поет за часів Польської Народна Республіка був активним опозиційним діячем. У 1976 належав до засновників Комітету Захисту Працівників, саме цей комітет відіграв істотну роль у боротьбі за державну демократію. Через свою опозиційну діяльність від 1977 його твори були заборонені до друку, цього ж року був звільнений з роботи. У 1980 в результаті інтервенції «Солідарності» Бараньчак повернув собі посаду в Познанському Університеті, а також отримав право на друк своїх текстів.
У березні 1981 виїхав до Сполучених Штатів Америки з лекціями про польську літературу. Після введення воєнного стану на території Польщі, його повернення до країни виявилося неможливим. Залишився в США, де на факультеті славістики у Гарвардському Університеті викладав польську літературу.
Не дивлячись на те, що мешкав на іншому континенті, підтримував постійний контакт з Польщею, публікувався у польських журналах, газетах, свої тексти вміщав також в зарубіжній пресі.
У 1987 назначено йому престижну стипендію American Council for Learned Societie, а в 1989 Guggenheim Foundation[недоступне посилання з липня 2019].
В останні роки свого життя Станіслав Бараньчак проживав разом з родиною в Newton-ville в штаті Массачусетс.

## Творчість
Він дебютував у журналі «Odra» в 1965 році з віршем «Przyczyny zgonu». І вже у 1968 році опублікував свою першу збірку віршів під назвою «Korekta twarzy[недоступне посилання з липня 2019]».
Поезія Станіслава Бараньчака поєднує в собі безліч літературних традицій: стилістику бароко, романтичний образ ліричного героя і разом з тим авангардний підхід до написання вірша, який виявлявся у філософії лінгвістичної поезії покоління'56. Поет представляє так звану лінгвістичну течію польської «Нової хвилі».

## Лінгвістична поезія
Термін «лінгвістична поезія» вживається у польській літературознавчій традиції на означення творчості Е. Бальцежана, 3. Бєньковського, М. Бялошевського, В.Вірпши, Т. Карповича. Поняття «лінгвістична течія» — щодо Ст. Бараньчака і Р. Криницького (познанське крило «Нової хвилі»), «лінгвістична школа» охоплює ці два покоління.
Лінгвістичною вважається така поезія, в якій мова стає не лише «будівельним матеріалом» вірша, але й суб'єктом чи об'єктом зображення. Таким чином поезія стає алюзійною, асоціативною, з великою кількістю прихованих змістів.
Вихідним пунктом мовної філософії лінгвістичної школи було твердження, що поезія є найповнішою актуалізацією семантичного потенціалу мови (здатності до багатозначності, яка проявляється не багатстві сенсу, а у найбільшій сполучуваності слів). Внаслідок цього, головною метою поетичної діяльності є впровадження слова у стан аргументованої полісемії, а особливо, виявлення у слові парадоксальних значень, що не збігається з його «першим» значенням. Лінгвістична поезія розвивалася в опозиції до сучасних їй напрямків, але у тісному зв'язку із тенденціями кризи мови, виявленими у театрі абсурду. Алогічна і статична мова стає предметом зображення, основною поетичною реальністю.
Поети-лінгвісти критикують мову, як власне систему, що служить комунікації, мову як недосконалий засіб вираження думки. Основним методом, який вони використовують є спостереження і експеримент над словом на всіх рівнях: у реченні, фразеологічних сполуках, у слові як окремій одиниці, на морфологічному і фонетичному рівнях (пошук несподіваних значень при зіставленні слів подібним морфемним або фонетичним складом). Мова, згідно з поглядами «лінгвістичних» поетів, або компрометується і пародіюється, або «ламається» згідно з вимогами процесу спілкування. Лінгвісти найчастіше використовують вільний вірш. На відміну від римованого вірша, в ньому структуротворчим елементом виступають власне ті художні прийоми, що базуються на порушенні норми вживання мовних одиниць. Для Покоління'56 це омонімічна гра і гра з виразами, що мають затерту етимологію, а власне з фразеологізмами. Серед улюблених лінгвістами прийомів — парадокси, антитези, перифрази, звукові повтори. Деякою мірою притаманний лінгвістичній поезії і консептизм.
Поезія Покоління'56 стала основною «спадщиною», яку прийняло молоде покоління — лінгвістичне крило «Нової хвилі».
З грудня 1981 року поет був змушений творити в еміграції. І тема вигнання, як універсальна проблема, з'явилася у поетичних томах «Atlantyda» та «Widokówka z tego świata». Особливою для автора стала збірка «Dziennik poranny», він вважав її за власний дебют. У ній були надруковані всі вірші зі збірки «Jednym tchem».
Герой збірки «Dziennik poranny» це романтичний поет, який мріє про революційне перетворення світу. «Поет-герой», який вірить в силу поетичного слова. Героїзм його віршів це гідне життя, та можливість сказати «ні». Наступні збірки, можна назвати інтимною лірикою «Ja wiem, że to niesłuszne», «Tryptyk z betonu, zmęczenia i śniegu», тому що всі вірші є автобіографічними, всі дати, прізвища, конкретика говорять про це. У той час, все частіше з'являється теза про необхідність етики у літературі: «Nigdy naprawdę nie marzyłem, nigdy nie żarły mnie wszy, nigdy nie zaznałem prawdziwego głodu, poniżenia, strachu o własne życie: czasami się zastanawiam, czy w ogóle mam prawo pisać.»
Найбільш автобіографічними виявилися томи написані у роки еміграції в Америці. Позиція емігранта, викинутого з дотеперішнього простору публічної активності, спричинила, що поет почав затверджуватися у власній самотності. Роздуми над проблемою самотності піднімаються не тільки відносно еміграційних реалій, але також в метафізично-релігійному контексті. Введення релігійної теми по 1981 (бо про метафізику можна було говорити вже раніше) є істотним novum в творчості Бараньчака. Особливо в «Widokówce z tego świata» видимий є процес закорінення в Transcendencji. У віршах сильно підкреслене протиставлення «Ja-Ty», що вказує на потребу особистої зустрічі з Богом.

## Перекладацька діяльність
Найвизначніший перекладач другої половини XX століття не тільки англомовної поезії польською мовою, а також польської поезії на англійську мову. (Зокрема, поезія Елізабет Бішоп, Вільяма Блейка, Емілі Дікінсон, Джона Донна, Ендрю Марвела, Роберта Фроста, Едварда Герберта, Джорджа Герберта; польська поезія 70-80-х років XX століття, вірші Віслави Шимборської (разом з Клер Каванаг)); він перекладав також російських поетів польською мовою (вірші і поеми І.Бродського і поезія О.Мандельштама). Займався також критикою перекладу: «Ocalone w tłumaczeniu. Szkice o warsztacie tłumaczenia poezji». Його збірка «Chirurgiczna Precyzja» («Хірургічна точність») у 1999 році була відзначена літературною премією «Nike» («Ніке»).